# Serrat narrador (álbum)
Liliana, Historia de Babar y Viaje a la luna en lengua española y Liliana, Història de Babar i Viatge a la lluna en lengua catalana, narraciones con música, es el vigesimoquinto disco editado por la compañía discográfica Audivis Ibérica en 1997. 
Es un disco en el que Joan Manuel Serrat muestra su faceta como narrador de cuentos, por esta razón el disco es conocido como Serrat narrador, fue grabado en una doble edición en lengua castellana y en lengua catalana, supone una rareza dentro de su discografía.
Grabado con la Orquesta Sinfónica de Barcelona y Nacional de Cataluña (OBC) bajo la dirección musical de Salvador Brotons.